# Tobias Ringborg
Mats Erland Tobias Ringborg, född 2 november 1973 i Engelbrekts församling i Stockholm, är en svensk violinist och dirigent, son till Erland Ringborg och bror till Patrik Ringborg. Han är sedan 2011 ledamot av Kungliga Musikaliska Akademien.